# Bresa
La bresa és la tècnica de tall més corrent a la cuina catalana i també en altres cuines. Consisteix a tallar les verdures en daus regulars, de forma quadrada a totes les seves cares i d'uns 2,5 centímetres d'aresta. Se sol utilitzar per a verdures com la pastanaga, l'api, etc. en tota mena de coccions. Aquesta tècnica també és coneguda pel seu nom francès mirepoix.

## Tècnica
Primer cal, si s'escau, pelar les verdures. En acabat es poden tallar i descartar els extrems, per tal que després tan sols hi hagi cubs regulars, o bé no fer-ho, segons la filosofia i estil del cuiner. La primera opció cerca la perfecció absoluta de l'estètica del resultat, però no és estalviadora ni ecològica. Després es tallen al llarg com en tires llargues de 2,5 centímetres de gruix, primer en una direcció, després es gira el tot, amb cura perquè no es desfaci, 90°, i després es tornen a tallar tires de 2'5 centímetres de gruix. D'aquesta manera s'obté bastonets llargs, ja cal simplement tallar el tot, començant per un cap, fins a l'altre, en talls separats a 2'5 centímetres de distància entre ells.
Si hi ha moltes verdures a tallar, per tal que les primeres no s'ennegreixin per oxidació mentre es tallen les següents, es poden anar guardant en un recipient ple d'aigua. A la fi cal escórrer-les i assecar-les bé.

## Altres tècniques de tall

### A daus
A més de la bresa, hi ha altres tècniques de tall consistents a tallar en daus. La diferència del resultat és la mida obtinguda:
- Daus regulars no gaire grossos, és una variant de la bresa usada a la cuina tradicional i a la qual la mida corresponent als quadrats és d'un centímetre aproximadament.[1] S'utilitza de vegades, per exemple, per a les patates fregides tallades a daus i no a bastonets que solen acompanyar alguns guisats, o també per a tallar la fruita de la macedònia.
- Daus petits, és una variant a la qual els daus són molt petits, de mig centímetre d'aresta. En francès utilitzen el mot printanière, que significa primaveral.[1]

### A tires
- Tires llargues és una tècnica culinària consistent a tallar amb un ganivet certes verdures de grans fulles en tires allargades, d'uns tres centímetres de llarg per mig centímetre d'ample. En francès, però no en català, es diu chiffonnade.[1]
- Tires fines: consisteix a tallar els aliments, sobretot verdures, en tires el més fines possible, idealment del gruix d'un escuradents, però del mateix llarg que les tires llargues, és a dir, de tres centímetres de llarg aproximadament. S'ha d'evitar el barbarisme julienne, que significa literalment juliana.[1]
- Tires finíssimes és l'expressió que s'utilitza en cuina en català per a la tècnica consistent en tallar en tires encara més fines que les tires fines. Aquestes es tallen amb el gruix d'una agulla.[1] S'ha d'evitar en català d'usar el barbarisme brunoise per a aquesta tècnica.[1]

### A pasta
- Picar al morter és polvoritzar un conjunt d'aliments com l'ametlla o altres fruites seques, amb pa, galeta o carquinyoli, fines herbes, espècies, etc. per a lligar una salsa i millorar el gust.
- Trinxar: consisteix a esmicolar els aliments, en especial carn o peix fins que quedi una massa. S'utilitza, per exemple, per a fer botifarra, embotit, farciments, mandonguilles, ets.